# معركة جدة (1813)
معركة جدة (بالتركية: Cidde Muharebesi)‏، حدثت في عام 1813م بين القوات السعودية القوات العُثمانية وهي جزء من الصراع السعودي العثماني، وانتهت بانتصار العُثمانيين وضمهم مدينة جدة وتعيين الشريف غالب بن مساعد حاكمًا لمدينة جدة.